# Passerelle Mornay
Passerelle Mornay též Passerelle de l'Arsenal je most v Paříži, který vede přes přístav Bassin de l'Arsenal. Slouží jako lávka pro pěší.

## Lokace
Lávka vede přes přístav Bassin de l'Arsenal a u křižovatky s ulicí Rue Mornay spojuje Boulevard Bourdon ve 4. obvodu a Boulevard de la Bastille ve 12. obvodu.

## Historie
Ocelová lávka byla postavena v roce 1825 společně s výstavbou vodního kanálu.